# Tunnelkette Klaus

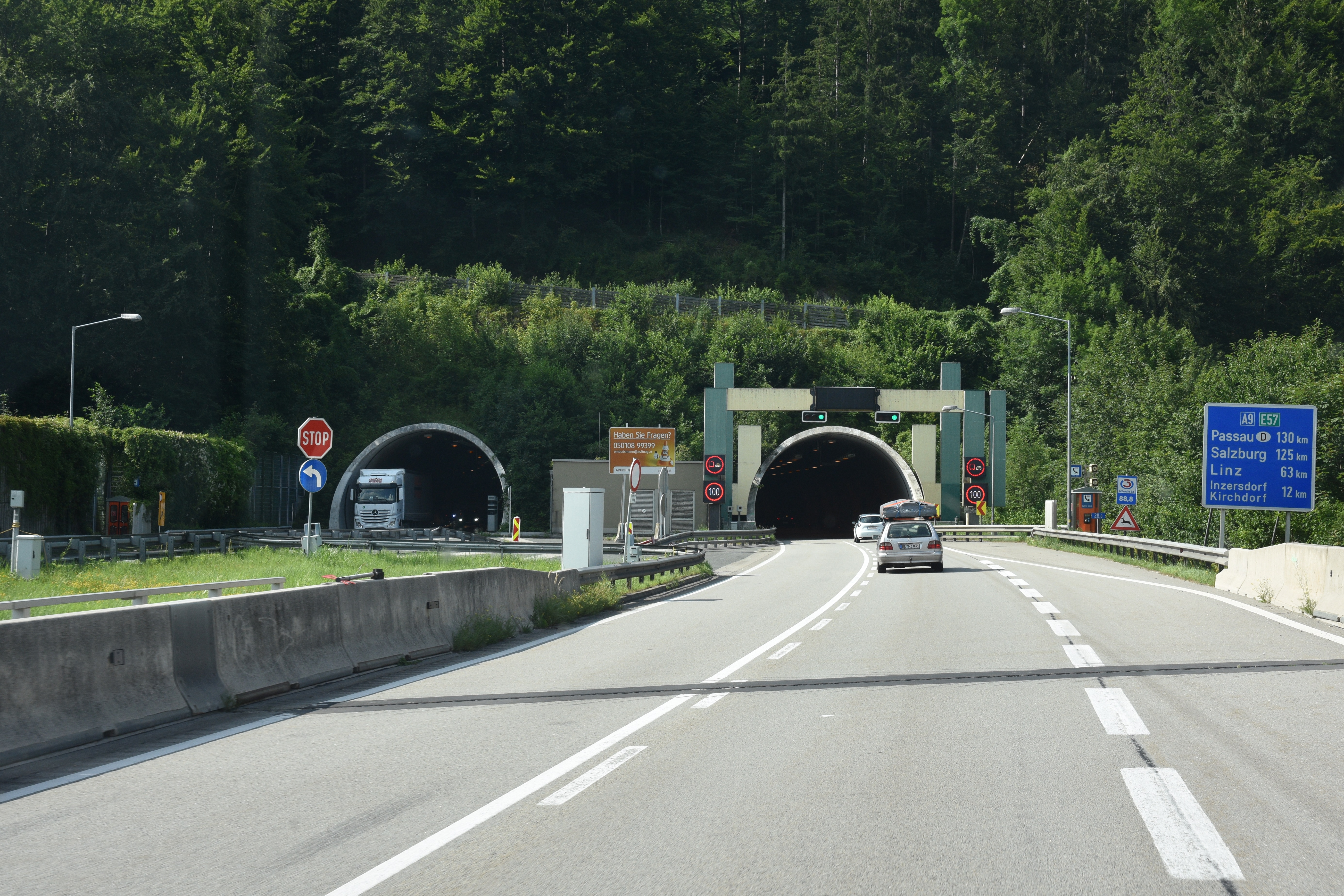
Südportal des Klauser Tunnels

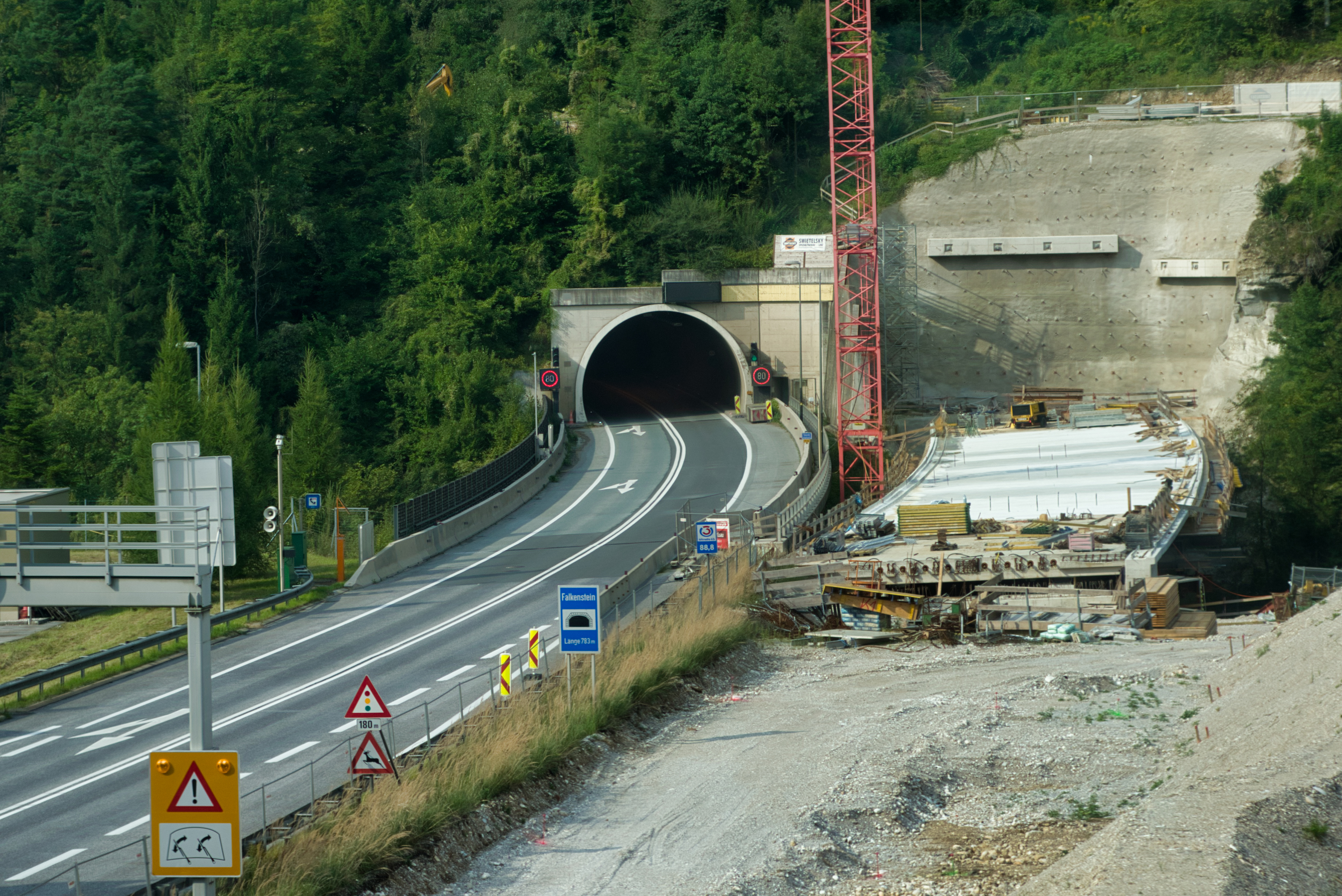
Südportal des Falkensteintunnels (2014)

Die Tunnelkette Klaus ist ein Streckenabschnitt auf der österreichischen Pyhrn Autobahn (A9) in Oberösterreich. Dieser Abschnitt besteht aus einer Reihe von Tunnels und Brücken im Raum Klaus an der Pyhrnbahn und wurde als einer der letzten Abschnitte der Pyhrn Autobahn erst im September 2003 fertiggestellt.
Aus Spargründen war der allgemein als Tunnelkette Klaus bekannte, ca. 8 km lange Abschnitt bis 2018 nur mit jeweils einem Fahrstreifen pro Richtung ausgebaut. Von Nord nach Süd sind die folgenden Bauwerke Teil des Abschnittes:
- Talübergang Steyr (278 m)
- Klauser Tunnel (2.144 m)
- Talübergang Pertlgraben (188 m)
- Traunfriedtunnel (441 m)
- Talübergang Wallergraben
- Speringtunnel (2.852 m)
- Talübergang Rettenbach (81 m)
- Falkensteintunnel (783 m)

Der Vollausbau der gesamten Tunnelkette Klaus hat Ende 2013 mit der Errichtung von Brückenobjekten begonnen. Die zweiten Tunnelröhren für Spering- und Falkensteintunnel waren seit 4. Dezember 2014, diejenigen für Traunfried- und Klauser Tunnel seit 8. Mai 2015 in Bau. Im September 2017 wurde der Verkehr in die neu erbauten Tunnelröhren verlegt und seither wird die Bestandsstrecke saniert. Die Bauarbeiten sind inzwischen abgeschlossen. Am 19.  Dezember 2018 erfolgte die Gesamtfreigabe.
Je nach Definition sind auch noch folgende Bauwerke am nördlichen Ende Teil des Abschnitts Tunnelkette Klaus (von Nord nach Süd):
- Unterflurtrasse Ottsdorf/Thurnham (1.940 m)
- Tunnel Kremsursprungtunnel (920 m)
- Tunnel Hinterburgtunnel (225 m)
- Brücke über die Pyhrnbahn
- Tunnel Kienbergtunnel (1.430 m)
- Brücke Talübergang Hungerbichl (140 m)
- Tunnel Hungerbichltunnel (510 m)

Dieser Abschnitt von ca. 9 km Länge ist bereits vierspurig ausgebaut.